# Menachem Avidom

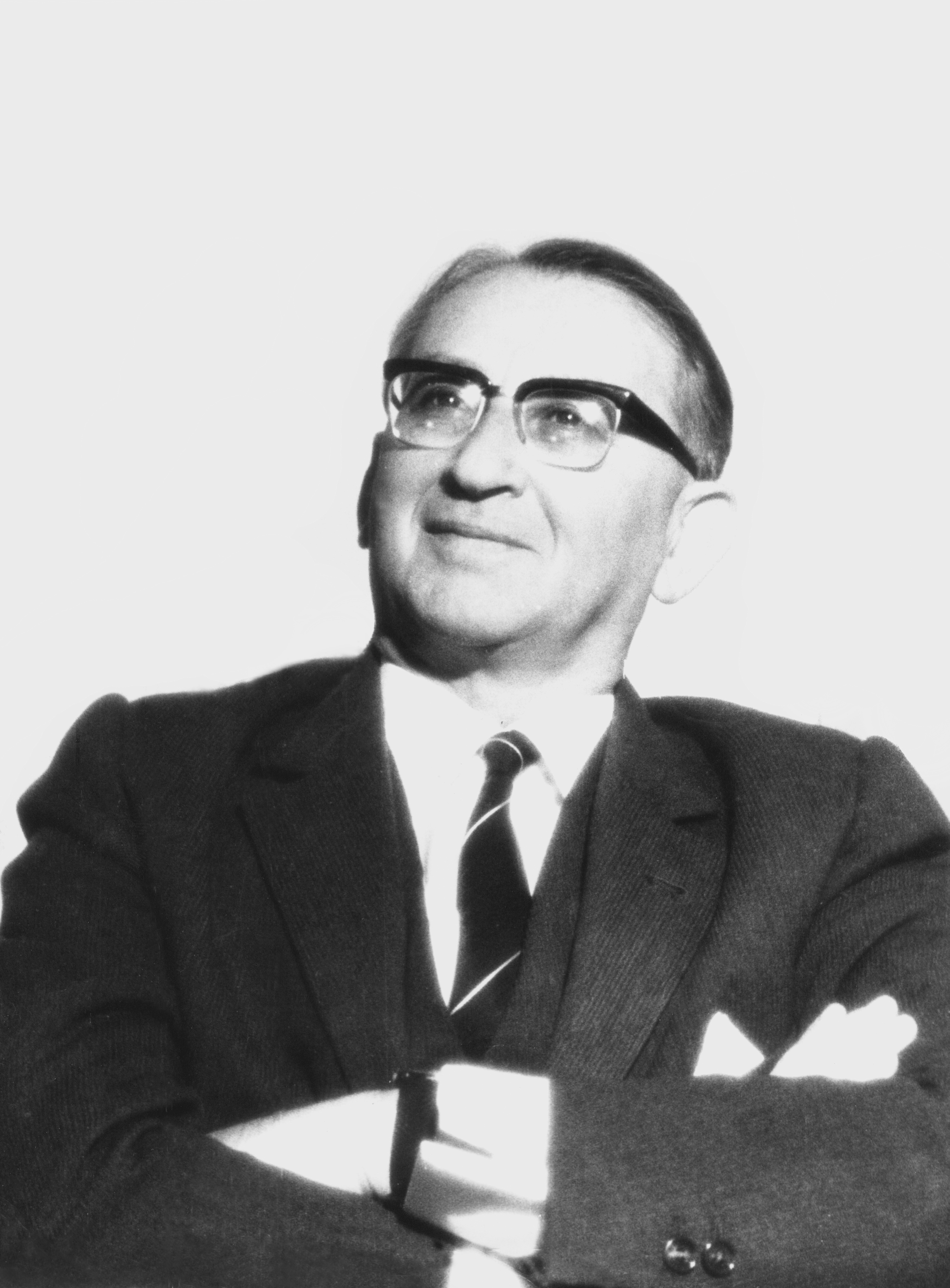
Menachem Avidom (1970)

Menachem Avidom (hebräisch מנחם אבידום; * 6. Januar 1908 in Stanislau; † 5. August 1995 in Tel Aviv) war ein israelischer Komponist österreichischer Herkunft. Avidom gehört zu den bekanntesten israelischen Komponisten und Musikpädagogen der älteren Generation.

## Leben

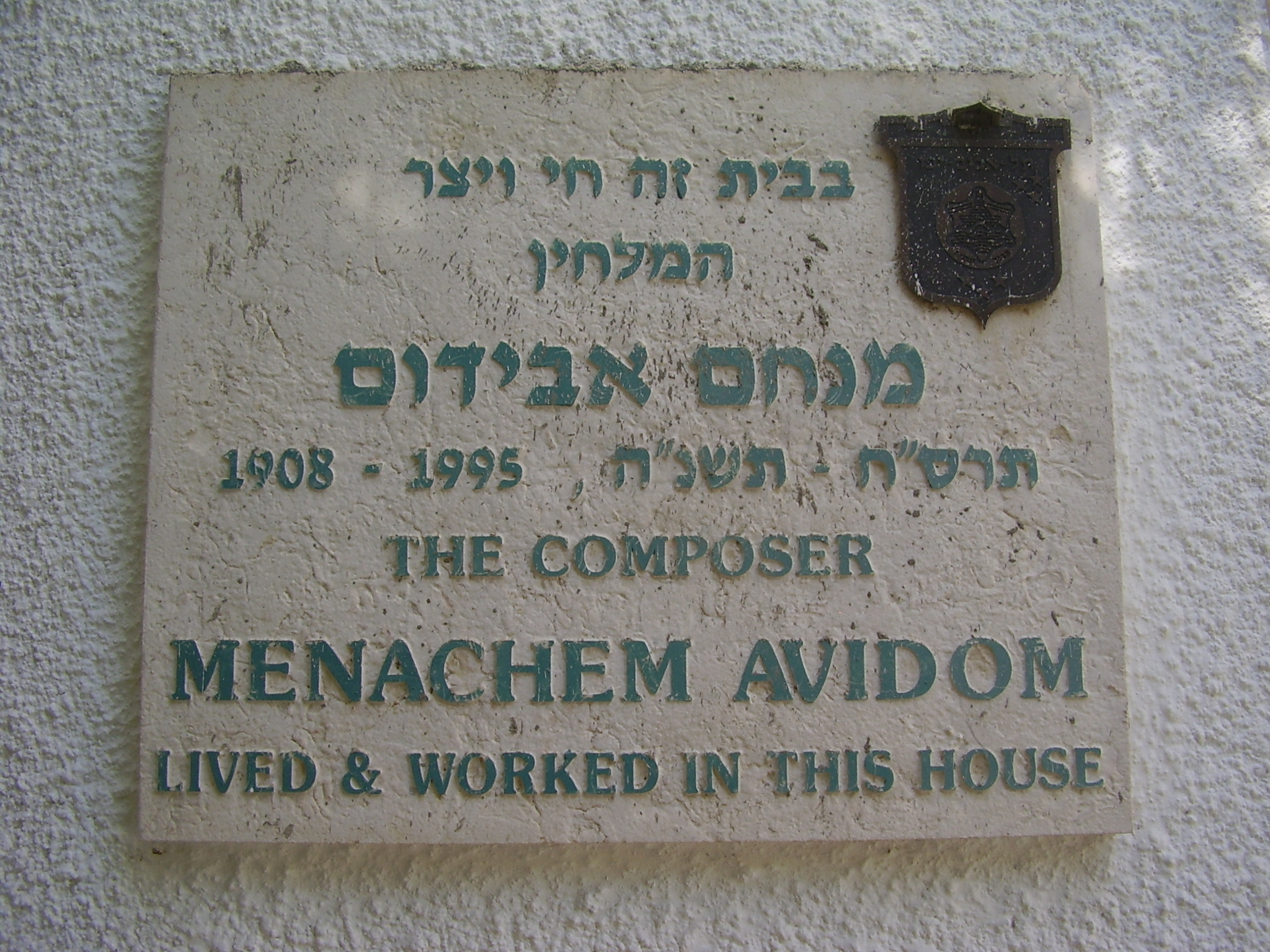
Gedenktafel an seinem Haus in Tel Aviv

Menachem Avidom wurde als Manuel Mendel Mahler-Kalkstein in Galizien, Kronland der westlichen Reichshälfte Österreich-Ungarns geboren, seine Mutter war eine Cousine von Gustav Mahler. Sein hebräischer Nachname ist eine Kombination aus den Namen seiner Töchter (Avi – Vater; D – für Daniella; O – und; M – für Miriam).
1925 wanderte er in das damalige britische Mandatsgebiet Palästina aus. Nach einem Musikstudium an der Amerikanischen Universität Beirut setzte er seine Ausbildung am Pariser Konservatorium fort, u. a. unterrichtete ihn Henri Rabaud in Komposition und Kontrapunkt. Im Libanon und später in Ägypten studierte er auch die Grundlagen der Arabischen Musik, und 1932 nahm er am ersten International Congress of Arab Music in Kairo teil.
Zwischen 1931 und 1934 war Avidom als Musiklehrer in Ägypten, von 1935 bis 1946 als Lehrer für Musiktheorie am Konservatorium und auch am Lehrerbildungsinstitut in Tel Aviv tätig. Zwischen 1945 und 1952 war er Generalsekretär des Israel Philharmonic Orchestra, anschließend bis 1955 künstlerischer Berater des Ministeriums für Tourismus. Von 1955 bis zu seiner Pensionierung im Jahr 1980 war Avidom Generalsekretär, Vizepräsident und Präsident des israelischen Urheberrechtsgesellschaft ACUM (Gesellschaft der Autoren, Komponisten und Musikverleger), daneben war er von 1958 bis 1971 auch Vorsitzender des Komponistenverbandes und eine Zeit lang Mitglied des Rates für Kultur und Kunst.

## Ehrungen
- Joel-Engel-Preis der Stadt Tel Aviv: 1947 und 1956.
- Preis des Israel Philharmonic Orchestra: 1953
- Israel-Preis: 1961 (Für seine Oper Alexandra)
- ACUM Musikpreis: 1962 und 1982 (Für sein Lebenswerk)

## Werke
In seinen Kompositionen finden sich Einflüsse aus seinen Lebensstationen: neben slawischen aus seiner Jugendzeit auch die des französischen Impressionismus und orientalische, besondere jemenitische. In der zweiten Hälfte der 1930er Jahre komponierte er Atonale Musik, später fand er zu einem mediterranen Stil.

### Bühnenwerke
- In jeder Generation Singspiel; Libretto von Leah Goldberg (1955)
- Alexandra die Hasmonäerin Oper in drei Akten; Libretto von Aharon Ashman (1959)
- Der Betrüger komische Kammeroper; Libretto von Dalia Hertz nach einer Vorlage von Ephraim Kishon (1965)
- Luise oder Der Abschied Radiooper; Libretto von Dalia Hertz (1968)
- Des Kaisers neue Kleider Kammeroper; Libretto von M. Ohad nach Hans Christian Andersen (1976)
- Perlen und Korallen Ballett für Sarah Levy-Tanais Balletttruppe Inbal. In der Musik verwendet Avidom mit Bezug auf ihre Herkunft jemenitische Folklore (1972)
- Das Ende von König Og Kinderoper; Libretto von Sarah Levy-Tanai (1979)
- Die erste Sünde Kammeroper in vier Szenen; Libretto von Aharon Meged (1979)

Weitere Vokalwerke
- Hymnenkantate (1956)
- Zwölf Hügeln Kantate (1976)

### Orchesterwerke
Sinfonien
- Sinfonie Nr. 1 Volkssymphonie (1945; überarbeitete Fassung 1958).
- Sinfonie Nr. 2 David (komponiert anlässlich der Wiederbeisetzung von Theodor Herzl am Herzlberg und des Siegs Israels im Ersten Arabisch-Israelischen Krieg; 1948/49)
- Sinfonie Nr. 3 Mediterranean Sinfonietta (1951)
- Sinfonie Nr. 4 (1954/55)
- Sinfonie Nr. 5 mit einem Liederzyklus: Der Gesang von Eilat (1957/58)
- Sinfonie Nr. 6 (1958)
- Sinfonie Nr. 7 Philharmonische Sinfonie (komponiert zum 25. Jahrestag der Gründung des Israel Philharmonic Orchestra; 1961)
- Sinfonie Nr. 8 Festspiel-Sinfonietta (1965/66)
- Sinfonie Nr. 9 Symphonie variee (1968)
- Sinfonie Nr. 10 Sinfonia Brevis (1981)

Sonstige Orchesterwerke
- Concertino für Violine und Orchester (1951; die UA 1952 spielte Jascha Heifetz in den USA)
- Triptyque symphonique (1960)
- Die Höhle von Jotapata Dramatische Szene für Sopran und Kammerorchester; Texte von Sarah Levy-Tanai (1978)
- Movements (Zwölftontechnik, 1979)
- Frühling Ouvertüre (1973)

### Kammermusik und Soloinstrumente
- Streichertrio Regenbogen (komponiert in der Zwölftontechnik, 1938)
- Streichquartett Nr. 1 Regenbogen (Zwölftontechnik, 1945)
- Musik für Streicher (1949)
- Streichquartett Nr. 2 (1961)
- Enigma für Holzbläserquintett, Klavier und Schlagzeug (Zwölftontechnik, 1962)
- Suite über B-A-C-H für Kammerensemble (1964)
- Bläserquintett (1969)
- Jemenitische Hochzeitssuite für Klavier (1972)
- ArtHur ruBinStEin Inventionen; Hommage an den Pianisten Rubinstein (1974)
- Violasonate (1984)
- Bachiana über B-A-C-H zum 300. Geburtstag von J. S. Bach. Die ursprüngliche Fassung für Klavier (1984/85) wurde später für Kammerorchester umgearbeitet.